# Segunda Manzana
Segunda Manzana är en ort i Mexiko.   Den ligger i kommunen Santa Cruz Itundujia och delstaten Oaxaca, i den sydöstra delen av landet, 300 km sydost om huvudstaden Mexico City. Segunda Manzana ligger 1 224 meter över havet och antalet invånare är 200.
Terrängen runt Segunda Manzana är bergig åt nordost, men åt sydväst är den kuperad. Runt Segunda Manzana är det ganska glesbefolkat, med 45 invånare per kvadratkilometer. Närmaste större samhälle är Piedra del Tambor, 10,1 km öster om Segunda Manzana. I omgivningarna runt Segunda Manzana växer huvudsakligen savannskog.